# マクラーレン・MP4-16
マクラーレン・MP4-16 (McLaren MP4-16) は、マクラーレンが2001年のF1世界選手権に投入したフォーミュラ1カーである。

## 概要
前年のMP4-15がMP4-13やMP4-14の発展型であったのに対して、MP4-16はテクニカル・ディレクターのエイドリアン・ニューウェイが指揮をして、完全に新設計されたマシンである。
- フロントウィングの搭載位置が、50ミリメートル上昇
- ロールフープの強化
- 耐サイドインパクト強化
- エンジンのシリンダーブロックにベリリウム合金の使用禁止[注釈 1]

などのレギュレーション変更に合わせて設計された。

## 開発
フロントノーズはマクラーレン独自のローノーズコンセプトを止めて、主流のハイノーズタイプに変更してきた。フロントサスペンションのロワアームはモノコック下のバルジに接合され、プッシュロッドリンケージの穴の形状も変わって、サスペンションのジオメトリーも大幅に変更されている。フロント周りやサイドポットほかの空力も見直された。
リアウィングも変更し、その影響でリアサスペンションも改良をしている。アッパーアームがリアのクラッシャブルストラクチャーにマウントされた新設計である。
コクピット位置が大幅に後退し、よりマシンセンターに近づいており、着座位置そのものも低くなっている。コクピット周囲の高さも、かなり低められていることは、昨年まではなかったレギュレーション対策のサイドのフィンからも見て取れる。
開発陣では先シーズンでエアロダイナミクス担当のアンリ・デュランと、コンポジット担当のスティーブ・ニコルズがチームを去っていたことが、マシン開発を進めていく上での懸念となっていた。

## シーズン
今シーズンこそ、信頼性向上と臨んだシーズンであったが、開幕戦オーストラリアGPではミカ・ハッキネンが25周目に、右フロントサスペンションのアームが突然折れ、3年連続の開幕戦リタイアで始まった。ロン・デニスが作戦上、ハッキネンが勝てたレースと語っているが、後にハッキネンはこの事故で引退について初めて考えたと吐露している。

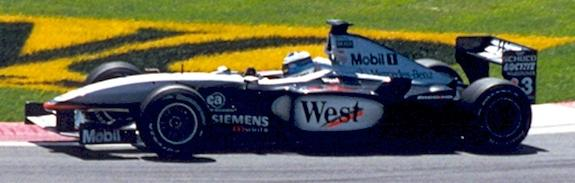
2001年カナダGPでのMP4-16
ミカ・ハッキネンがドライブ

ここからハッキネンは第10戦フランスGP迄に、2戦に1回の割合でメカニカルトラブルを被り、やむなくチャンピオンシップ争いから脱落した。特に第3戦ブラジルGP、第6戦オーストリアGP、フランスGPと3つのグランプリでスタート時にグリッドから動けずに0周リタイアに終わっている。そして第5戦スペインGPでは、2位に40秒もの大差を付けトップを独走していたファイナルラップに入った直後、油圧系トラブルによりスローダウン、裏ストレート手前でストップしてしまいシーズン初優勝を逃した。2位走行していたフェラーリのミハエル・シューマッハに優勝をさらわれた事はハッキネンのモチベーションを著しく下げた。結果的にハッキネンは第15戦イタリアGPで休養宣言をし、翌年の第12戦ドイツGPで正式に引退を発表した。
一方のデビッド・クルサードは第7戦モナコGPでポールポジションを獲得したものの、ラウンチコントロールのトラブルでフォーメーションラップに出られず最後尾からのスタートとなったことと第8戦カナダGPのエンジントラブル以外は、中盤戦までメカニカルトラブルもなく2勝してポイントを重ねたが、速さでミハエル・シューマッハに差をつけられていた。そして第11戦イギリスGPでは、ジョーダンのヤルノ・トゥルーリとの接触事故でリタイアしたことにより、自身でタイトル争いから脱落してしまった。最終戦日本GPにドライバーズランキング2位をフェラーリのルーベンス・バリチェロと争っていたが、ハッキネンに順位を譲ってもらい3位入賞した。10度の表彰台を得て自身最高のドライバーズランキング2位となったものの、チャンピオンのミハエル・シューマッハには、ほぼダブルスコアの大差をつけられた。
チームはテクニカル・ディレクターのエイドリアン・ニューウェイが、友人でもあるジャガーのチーム代表兼CEOのボビー・レイホールに誘われ、ジャガーと契約した。しかし、デニスはニューウェイを説得し、ジャガー入りを翻意させる騒動が発生し、ニューウェイをなんとか残留させた。その間、マシン開発が頓挫したこともフェラーリに独走された要因の一つとなった。

## スペック

### シャーシ
- シャーシ名 MP4-16
- シャーシ構造 カーボンファイバー・アルミハニカムコンポジットモノコック
- 全長 -
- 全幅 -
- 全高 -
- ホイールベース -
- フロントトレッド -
- リアトレッド -
- ブレーキ ベンチレーテッドカーボンディスク
- ホイール エンケイ 13インチ
- サスペンション (F/R)プッシュロッド式ダブルウィッシュボーン／トーションバー
- ダンパー ペンスキー・マクラーレン製
- ギアボックス 縦置きシーケンシャル7速セミオートマチック
- 無線 ケンウッド

### エンジン
- エンジン名 メルセデス・ベンツFO110K
- 気筒数・角度 V型10気筒・72度
- 排気量 2,997cc
- シリンダーブロック アルミ合金製・ウェットライナー
- バルブ数 DOHC4バルブ/気筒
- 最大出力 …
- 制御システム TAG電子制御システム

シャーシ・エンジン・ダッシュボード・イグニッション・オルタネーターコントロール・センサー・データ解析及びテレメトリーシステムを管理
- 燃料 モービル無鉛
- 潤滑油 モービル1

## 記録
- 数字は順位、太字はポールポジション、斜字はファステストラップ、Retはリタイア、(key)

| 年   | No. | ドライバー | 1   | 2   | 3   | 4   | 5   | 6   | 7   | 8   | 9   | 10  | 11  | 12  | 13  | 14  | 15  | 16  | 17  | ポイント | ランキング |
| 年   | No. | ドライバー | AUS | MAL | BRA | SMR | ESP | AUT | MON | CAN | EUR | FRA | GBR | GER | HUN | BEL | ITA | USA | JPN | ポイント | ランキング |
| ---- | --- | ---------- | --- | --- | --- | --- | --- | --- | --- | --- | --- | --- | --- | --- | --- | --- | --- | --- | --- | -------- | ---------- |
| 2001 | 3   | ハッキネン | Ret | 6   | Ret | 4   | 9   | Ret | Ret | 3   | 6   | Ret | 1   | Ret | 5   | 4   | Ret | 1   | 4   | 102      | 2位        |
| 2001 | 4   | クルサード | 2   | 3   | 1   | 2   | 5   | 1   | 5   | Ret | 3   | 4   | Ret | Ret | 3   | 2   | Ret | 3   | 3   | 102      | 2位        |

ドライバーズランキング
- ミカ・ハッキネン　5位　37ポイント
- デビッド・クルサード　2位　65ポイント